# أولاد مذهلين
أولاد مذهلين (بالإنجليزية: Wonder Boys )‏ هو فيلم كوميدي دراما من إخراج كورتيس هانسون وبطولة مايكل دوغلاس، توبي ماغواير، فرانسيس مكدورماند، كيتي هولمز، ريب تورن وروبرت داوني جونيور، صدر الفيلم في 25 فبراير 2000.